# Зайков Лев Миколайович
Лев Миколайович Зайков (нар. 3 квітня 1923, місто Тула, тепер Російська Федерація — 7 січня 2002, місто Санкт-Петербург, Російська Федерація) — радянський державний і партійний діяч, 1-й секретар Ленінградського обкому КПРС, 1-й секретар Московського міськкому КПРС, секретар ЦК КПРС (1985—1990). Член ЦК КПРС (1981—1990). Член Політбюро ЦК КПРС з 6 березня 1986 до 13 липня 1990 року. Депутат Ради Союзу Верховної Ради СРСР 10—11 скликання (1979—1989) від Ленінграду. Депутат Верховної Ради РРФСР (1975—1980). Член Президії Верховної Ради СРСР (1984—1986 і 1988—1989 рр.). Народний депутат СРСР у 1989—1991 роках. Герой Соціалістичної Праці (26.04.1971).

## Біографія
Народився в родині робітника. Трудову діяльність розпочав у 1940 році учнем слюсаря-лекальника на заводі в Ленінграді. У роки німецько-радянської війни працював слюсарем-лекальником на оборонних заводах міста Ленінграда.
З 1944 року — начальник групи, майстер, старший майстер, заступник начальника і начальник цеху, начальник виробництва на заводах Москви і Ленінграда.
Член КПРС з 1957 року.
У 1963 році закінчив Ленінградський інженерно-економічний інститут.
З 1961 до 1971 року — директор заводу № 283 (Ленінградського заводу «Новатор») Міністерства радіопромисловості СРСР. З 1971 до 1974 року — генеральний директор Ленінградського виробничо-технічного об'єднання «Новатор». З 1974 до 1976 року — генеральний директор науково-виробничого об'єднання «Ленінець» Міністерства радіопромисловості СРСР в місті Ленінграді.
У червні 1976 — червні 1983 року — голова виконавчого комітету Ленінградської міської ради депутатів трудящих.
З 21 червня 1983 року по 8 липня 1985 року — 1-й секретар Ленінградського обласного комітету КПРС. Справив гарне враження на Генерального секретаря ЦК КПРС Михайла Горбачова, який здійснив першу поїздку в Ленінград (15—18 травня 1985 року). Зумів у вигідному для себе світлі піднести економічну програму області, продемонстрував особисту активність і наполегливість, наснагу ленінградців у зв'язку з обранням нового генсека.
З 1 липня 1985 року по 13 липня 1990 року — секретар ЦК КПРС (куратор оборонної та машинобудівної промисловості), одночасно з 12 листопада 1987 до 21 червня 1989 року — 1-й секретар Московського міського комітету КПРС (після відставки Бориса Єльцина). У 1989—1990 роках — заступник голови Ради оборони СРСР.
З 1990 року — пенсіонер союзного значення у Москві. До січня 1992 року був на посаді військового консультанта Групи генеральних інспекторів Міністерства оборони СРСР.
Наприкінці 1997 року повернувся в Санкт-Петербург. У 1997—2002 роках — радник президента Холдингової компанії «Ленінець».
Похований на Серафимівському цвинтарі у Санкт-Петербурзі.

## Нагороди
- Герой Соціалістичної Праці (26.04.1971)
- три ордени Леніна (29.07.1966, 26.04.1971, 1.04.1983)
- орден Жовтневої Революції (10.03.1981)
- орден «Знак Пошани» (7.03.1962)
- медаль «За трудову доблесть» (12.07.1957)
- медалі
- Лауреат Державної премії СРСР (1975).